# Цинь Кунлі
Цинь Кунлі або Цзен Ґунлян (англ. Zeng Gongliang, кит.: 曾公亮; 998 — 1078) — китайський схоласт, якому належить відома літературна праця «Основи військової справи» (Уцзін цзун'яо — кит.: 武經總要, wǔ jīng zǒng yào, «зібрання найважливіших військових методів»), написана в історичний період династії Сун.